# Karl Streibel
Karl Richard Josef Streibel (ur. 11 października 1903 w Prudniku, zm. 5 sierpnia 1986 w Hamburgu) – SS-Sturmbannführer w Waffen-SS, komendant obozu pracy w Trawnikach.

## Życiorys
Karl Streibel wyemigrował do Brazylii po ukończeniu szkoły podstawowej w 1922. Pracował tam jako sprzedawca artykułów spożywczych. Ożenił się z córką właściciela sklepu i miał tam córkę. W 1928 wrócił z rodziną do Niemiec i przejął małą restaurację w rodzinnym Prudniku. Zamknął ją po kryzysie gospodarczym w 1932. W raporcie personelu SS z 1936 pod nagłówkiem „Urazy, prześladowania i kary w walce o ruch” znalazł się wpis, który twierdził, że restauracja w Prudniku została „doszczętnie zrujnowana przez bojkot”.
W 1930 Streibel dołączył do SA, a w 1931 do NSDAP (członek nr. 554,023). 10 lutego 1933 dołączył do SS (członek nr. 60,152). Awansował do stopnia SS-Untersturmführera w listopadzie 1936, a do stopnia SS-Obersturmführera w listopadzie 1937.
Po rozpoczęciu II wojny światowej Streibel służył w sztabie Odilo Globocnika i był zaangażowany w rekrutację etnicznych Niemców do SS i SD. Od stycznia 1940 przebywał w okupowanej przez Niemców Polsce. W sierpniu 1940 roku skierowano go do pracy na granicy w Bełżcu.
17 października 1941 pod dowództwem Odilo Globocnika Streibel został wysłany do akcji „Reinhardt” jako następca Hermanna Höfle jako komendant obozu pracy przymusowej w Trawnikach, gdzie był również odpowiedzialny za wysłanie chętnych do pomocy w obozach zagłady w Bełżcu, Treblince i Sobiborze. W styczniu 1942 roku Odilo Globocnik zaproponował mu Krzyż Zasługi Drugiej Klasy z Mieczami, ponieważ Streibel wyszkolił ponad 1200 strażników w bardzo krótkim czasie – od października 1941 roku. 2 lutego 1942 Streibel podpisał legitymację Iwana Demianiuka. Awansował do SS-Sturmbannführera w 1942 roku.
Streibel dowiódł, że opiekował się swoimi żołnierzami w Trawnikach: w razie śmierci organizował pogrzeby z honorami wojskowymi, pisał listy kondolencyjne do rodzin i udzielał wsparcia.
Od końca lipca 1944 Streibel i jego żołnierze brali udział w walkach obronnych przeciwko Armii Czerwonej i wycofywali się nad Wisłę. Po ciężkich nalotach na Drezno w lutym 1945 dowodził komendą ludzi z Trawnik odpowiedzialnych za kremację zwłok. W kwietniu 1945 około 700 żołnierzy uciekło do Czechosłowacji.
Po zakończeniu II wojny światowej utrzymywał się jako kupiec w Hamburgu. Karl Streibel, Josef Napieralla i czterech innych funkcjonariuszy SS było sądzonych przed niemieckim sądem w Hamburgu w latach 1972–1976 za pracę w obozie pracy przymusowej w Trawnikach, lecz zostali uniewinnieni z powodu braku dowodów.